# Shaunette Hildabrand
Shaunette Hildabrand (* um 1963) ist eine amerikanische (Jazz-)Sängerin. Ihr großes Vorbild ist Billie Holiday.

## Werdegang
Hildabrand, die aus Oklahoma stammt, studierte klassischen Gesang auf der Midwestern State University und absolvierte 1985 mit magna cum laude; sie setzte ihre Studien dann in New York City fort. 1991 zog sie nach Europa. Sie hat mit Franz Jackson, Truck Parham, Harry Allen, Eddie Locke und Hazy Osterwald gearbeitet und auf vielen wichtigen Jazzfestivals Europas gesungen. Hildabrand tritt regelmäßig mit Bernd Lhotzky und Frank Roberscheuten in der Gruppe Three's a Crowd auf; auch arbeitet sie mit The Swingcats, dem Echoes of Swing Orchestra und mit Engelbert Wrobel.
Hildabrand unterrichtet klassischen und Jazzgesang als Dozentin am Regionaal Instituut voor Cultuur en Kunst in Weert und auf verschiedenen Workshops in Europa und den USA.

## Diskographische Hinweise
- Life Is a Song
- Frank Roberscheuten Hiptett (Stemra 2009)
- Echoes of Swing Orchestra: The Fusion (2004)[3]
- The Swingcats Get Happy! (Nagel-Heyer Records 2003, mit Dirk van der Linden, Karel Algoed, Moritz Gastreich)[4]